# Deroplia verticalis
Deroplia verticalis är en skalbaggsart som först beskrevs av Thomson 1868.  Deroplia verticalis ingår i släktet Deroplia och familjen långhorningar. Inga underarter finns listade i Catalogue of Life.